# Cloroxilenol
Cloroxilenol é um antisséptico. Tem a propriedade de proporcionar a desnaturalização de proteínas das bactérias. É utilizado para a assepsia de mãos antes de cirurgias, higiene íntima feminina, buchechos e desinfecção de objetos. Possui menor efetividade que a clorexidina.